# Zanza
Zanza (znana też jako mbira, canca, sansi, insimbi, kalimba) – instrument muzyczny należący do grupy idiofonów szarpanych. Jest to instrument przede wszystkim afrykański, ale spotykany również w innych częściach świata.
Sztuka wyrobu i gry na mbirze/sansi w Zimbabwe i Malawi wpisana została w 2020 roku na listę reprezentatywną niematerialnego dziedzictwa kulturowego UNESCO.

## Budowa
Zanza składa się z deseczki lub rezonatora skrzynkowego, do którego przymocowane są trzcinowe lub metalowe języczki. Języczki te przytrzymywane są z jednej strony przez poprzeczną listwę, podczas gdy drugi koniec drga swobodnie. Czasem spotyka się zanzy wbudowane w rezonator z tykwy.

## Technika gry
Na zanzie gra się zazwyczaj trzymając ją w rękach lub kładąc na udach, zarywając języczki kciukiem lub palcem wskazującym. Wysokość dźwięku zależy od długości języczków, która może być zmieniana przez przesunięcie poprzecznej listwy. Dodatkowo czasami, dla uzyskania efektu brzęczenia, poszczególne języczki owija się drutem.

## Strój
Przykłady strojów zanzy u różnych ludów:
- Bakwe (Kongo): a1, f1, d1, c1, e1, g1, h1;
- Lemba (Afryka Południowa): b1, g1, f1, g, c1, h, d1, c2;
- Bakwenda (Afryka Południowa): b, as, f1, f, e1, es, c1, H, d1, des, ges1, ges, b.

## Galeria

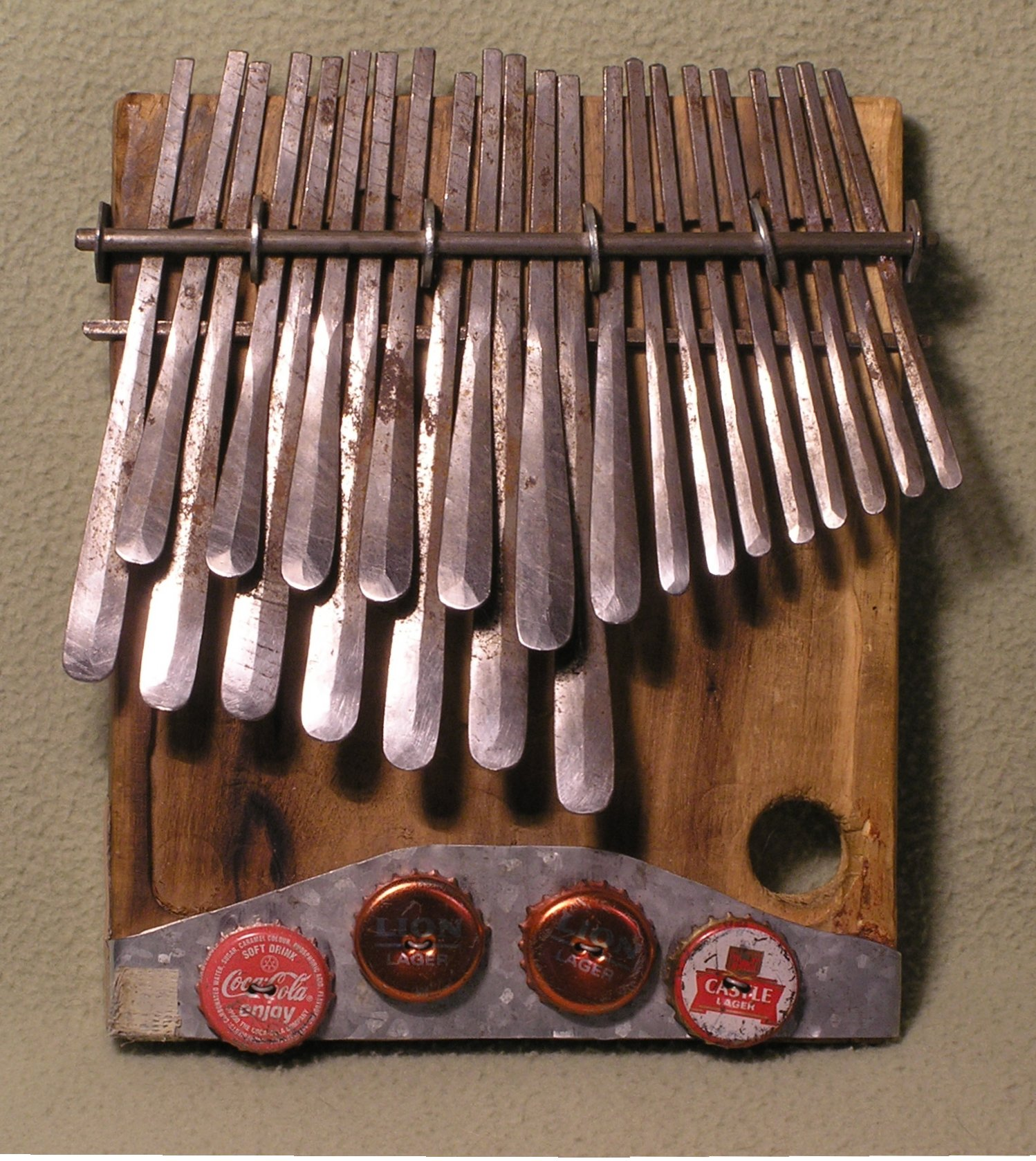
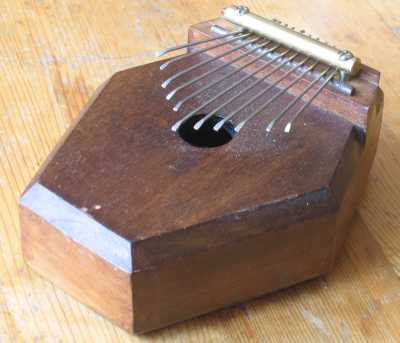
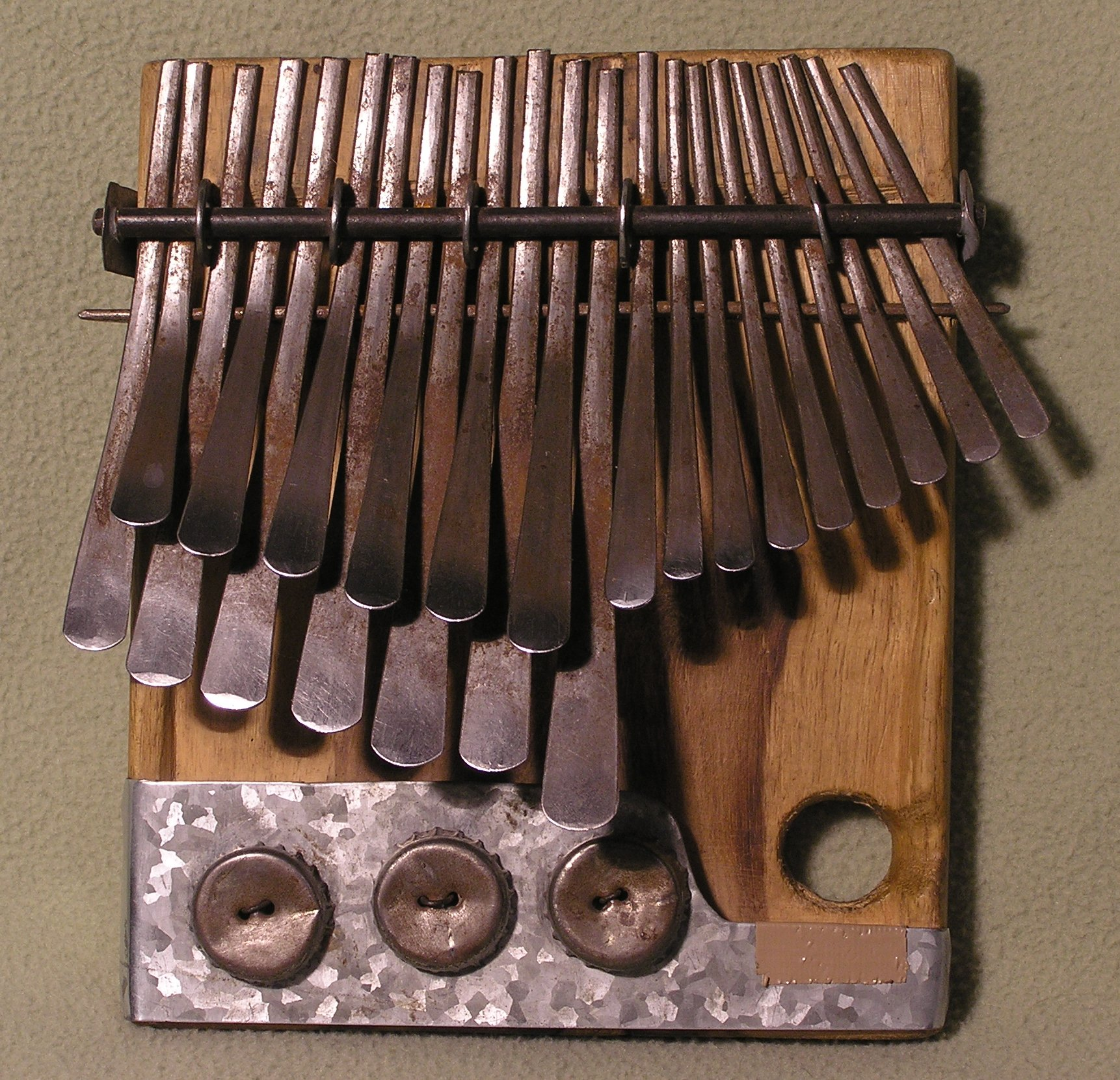